# خوسيه لاورو
خوسيه لاورو هو مبارز بالسيف أرجنتيني، مثّل بلاده في الألعاب الأولمبية الصيفية 1928.

## روابط رياضية
خوسيه لاورو على موقع أوليمبيديا (الإنجليزية)